# Liste der Staatsoberhäupter 753
Übersicht
◄◄ | ◄ | 749 | 750 | 751 | 752 | Liste der Staatsoberhäupter 753 | 754 | 755 | 756 | 757 | ► | ►►

Weitere Ereignisse

## Amerika
- Maya
  - Copán
    - Herrscher: K'ak' Yipyaj Chan K'awiil (749–763)

  - Palenque
    - Herrscher: K'inich Kan Bahlam III. (751–764)

  - Tikal
    - Herrscher: Yik’in Chan K’awiil (734–766)

## Asien
- Bagan
  - König: Shwelaung (744–753)
  - König: Htunhtwin (753–762)

- China
  - Kaiser: Tang Xuanzong (712–756)

- Iberien (Kartlien)
  - König: Adarnase III. (748–760)

- Indien
  - Chalukya
    - König: Kirtivarman II. (746–757)

  - Östliche Chalukya
    - König: Vishnuvardhana III. (719–755)

  - Pala
    - König: Gopala I. (750–775)

  - Pallava
    - König: Nandi Varman II. (710–775)

  - Pandya
    - König: Arikesari Parankusa Maravarman Rajasimha I. (735–765)

  - Rashtrakuta
    - König: Dantidurga (735–756)

- Japan
  - Kaiserin: Kōken (749–758)

- Kaschmir
  - König: Lalitaditya (723–760)

- Korea
  - Balhae
    - König: Sejong Mun (738–794)

  - Silla
    - König: Gyeongdeok (742–765)

- Kalifat der Muslime
  - Kalif: Abu l-Abbas as-Saffah (749–754)

- Nanzhao
  - König: Meng Geluofeng (751–779)

- Tibet
  - König: Thride Tsugten (704–755)

## Europa
- Bulgarien
  - Khan: Sewar (738–753/754)
  - Khan: Kormisosch (753/754–756)

- Byzantinisches Reich
  - Kaiser: Konstantin V. (741–775)

- England (Heptarchie) 
  - East Anglia
    - König: Beorna mit Hun und Æthelberht I. (749–760)

  - Essex
    - König: Swithred (746–ca. 760)

  - Kent
    - König: Æthelberht II. (725–762)
    - König: Eardwulf (748–ca. 760)

  - Mercia
    - König: Æthelbald (716–757)

  - Northumbria
    - König: Eadberht (737–758)

  - Wessex
    - König: Cuthred (740–756)

- Fränkisches Reich
  - König: Pippin der Jüngere (751–768)

- Italien
  - Langobardenreich
    - König: Aistulf (749–756)
    - Autonome langobardische Herzogtümer:
      - Herzog von Benevent: Liutprand (751–758)
      - Herzog des Friaul: Peter (751–774)
      - Herzog von Spoleto: Aistulf, gleichzeitig König der Langobarden

  - Venedig
    - Doge von Venedig: Diodato Ipato (742–755)

- Schottland
  - Dalriada
    - König: Aed (739–778)

  - Strathclyde
    - König: Dumnagual III. (754–760)

  - Pikten
    - König: Óengus I. (729–761)

- Spanien
  - Asturien
    - König: Alfons I. (739–757)

  - Al-Andalus
    - Statthalter des Umayyaden-Kalifs: Yusuf ibn Abd ar-Rahman al-Fihri (747–756)

- Wales
  - Gwynedd
    - König: Rhodri Molwynog ap Idwal (720–754)

  - Powys
    - Fürst: Elisedd ap Gwylog (725–755)

## Religiöse Führer
- Papst: Stephan II. (752–757)
- Patriarch von Konstantinopel: Anastasius (730–754)